# Islas Cani
Cani (en árabe: القاني) es el nombre de un archipiélago del Mar Mediterráneo conformado por dos pequeñas islas de piedra caliza, Gran Cani (Grande Cani) y Pequeña Cani (Petite Cani), de diferente tamaño y situadas a unos diez kilómetros al norte de Cabo Zebib al norte del país africano de Túnez. Estas dos islas son a veces llamadas "islas de los perros" (« îles des chiens»). Se localizan en las coordenadas geográficas 37°21′N 10°07′E / 37.350, 10.117